# Resplendent Mountain
Resplendent Mountain är ett berg i Kanada.   Det ligger i provinsen British Columbia, i den centrala delen av landet, 3 200 km väster om huvudstaden Ottawa. Toppen på Resplendent Mountain är 3 270 meter över havet, eller 39 meter över den omgivande terrängen. Bredden vid basen är 0,14 km.
Terrängen runt Resplendent Mountain är huvudsakligen bergig, men åt nordost är den kuperad.Trakten runt Resplendent Mountain är nära nog obefolkad, med mindre än två invånare per kvadratkilometer.. Det finns inga samhällen i närheten. 
Trakten runt Resplendent Mountain är permanent täckt av is och snö.